# مکتب منچستر
مکتب منچستر متشکل از گروهی از انسان شناسان، ازجمله ویکتور ترنر و کلاید میچل می شد که با گروه انسان شناسی دانشگاه منچستر و به سرپرستی ماکس گلاکمن در دهه‌های ۱۹۵۰ و ۱۹۶۰ همکاری می‌کردند. 
این مکتب مبدع روش‌های تجربی و تحلیلی خاصی بود که عمدتاً به مسائل آفریقا مربوط می‌شد، اما پژوهش درباره تغییرات اجتماعی در دیگر جوامع را نیز در بر می‌گرفت. اعضای این مکتب در حوزه‌هایی از قبیل انسان‌شناسی شهری و قومیت، پیشگام بودند.